# Sciasminettia similis
Sciasminettia similis är en tvåvingeart som beskrevs av Shatalkin 2000. Sciasminettia similis ingår i släktet Sciasminettia och familjen lövflugor. Inga underarter finns listade i Catalogue of Life.